# タイのサッカー選手一覧
タイのサッカー選手一覧（のサッカーせんしゅいちらん）は、タイ出身のサッカー選手の一覧である。Category:タイのサッカー選手も参照。
この項目はCategoryではないので、記事の無い選手については赤リンクや仮リンク、簡単な説明の併記なども可能。

## ポジション

### ゴールキーパー
- ワチャラポン・ソムチット

### ディフェンダー
- スリー・スカ
- スラット・スカ

### ミッドフィールダー
- ヴィタヤ・ラオハクル
- スティー・スックソムギット
- ダッサコーン・トンラオ
- アドゥール・ラッソ
- ポンラヴィチュ・チャンタワォング

### フォワード
- ピヤポン・ピウオン
- キャティサック・セーナームアン
- ティーラテープ・ウィノータイ
- タワン・コタラスポー